# Március 30.
Március 30. az év 89. (szökőévben 90.) napja a Gergely-naptár szerint. Az évből még 276 nap van hátra.
Névnapok: Zalán + Amadé, Amadea, Amadeusz, Amadó, Gujdó, Izidor, Izor

## Események

### Politikai események
- 1722 – Az erdélyi országgyűlés elfogadja a Pragmatica sanctio törvényeit, azaz a Habsburg-ház nőági örökösödési jogát.[1]
- 1856 – Aláírják a krími háborút lezáró párizsi békeszerződést.[2]
- 1867 – Az Amerikai Egyesült Államok megvásárolja Alaszkát az Orosz Birodalomtól 7 200 000 dollárért.
- 1945 – Somogyszob községet elfoglalják a szovjet csapatok a második világháború után.
- 1988 – Megalakul a mai Bibó István Szakkollégiumban a Fidesz.
- 1990 – A Szlovák Nemzeti Párt tüntetést szervez az önálló szlovák államért.
- 1994 – Janez Drnovšek szlovén elnök a brüsszeli NATO–központban aláírja a PfP keretdokumentumot.
- 2008 – A schengeni szabványoknak megfelelően építik át Ferihegyen az ellenőrzőrészeket.

### Sportesemények
Formula–1
- 1974 –  Dél-Afrikai Nagydíj, Kyalami - Győztes: Carlos Reutemann  (Brabham Ford)
- 1980 –  amerikai nagydíj - Nyugat, Long Beach - Győztes: Nelson Piquet  (Brabham Ford)
- 1997 –  brazil nagydíj, Interlagos - Győztes: Jacques Villeneuve  (Williams Renault)
- 2014 –  maláj nagydíj, Sepang - Győztes: Lewis Hamilton  (Mercedes)

### Egyéb események
- 2013 - Ezen a napon mérték az év legvastagabb hótakaróját. Ekkor 106 cm volt a hó vastagsága.[3]

## Születések
- 1432 – II. Mehmed az Oszmán Birodalom hetedik szultánja († 1481)
- 1746 – Francisco de Goya spanyol festőművész († 1828)
- 1750 – John Stafford Smith angol zeneszerző († 1836)
- 1777 – Heinrich Rudolf Schinz svájci orvos és természetbúvár († 1861)
- 1787 – Czinár Mór Pál magyar bölcsészdoktor, bencés szerzetes, a Magyar Tudományos Akadémia levelező tagja († 1875)
- 1818 – Friedrich Wilhelm Raiffeisen német társadalmi reformer, az első falusi hitelszövetkezet alapítója († 1888)
- 1844 – Paul Verlaine francia szimbolista költő († 1896)
- 1848 – Puskás Ferenc magyar hadmérnök, az első budapesti telefonközpont megépítője és első igazgatója, Puskás Tivadar öccse († 1884)
- 1853 – Vincent van Gogh holland posztimpresszionista festőművész († 1890)
- 1854 – báró kövessházi Kövess Hermann hadmérnök, cs. és kir. tábornagy, első világháborús hadvezér († 1924).
- 1858 – Fehér Gyula magyar római katolikus pap, pápai prelátus, esztergomi nagyprépost, felsőházi tag († 1943)
- 1875 – Gratz Gusztáv magyar újságíró, politikus, miniszter, közgazdasági és történetíró, az MTA lev. tagja († 1946)
- 1879 – Széki János magyar kohómérnök, egyetemi tanár († 1952)
- 1886 – Stanisław Leśniewski lengyel matematikus, logikus és filozófus († 1939)
- 1892 – Stefan Banach lengyel matematikus († 1945)
- 1894 – Szergej Vlagyimirovics Iljusin szovjet repülőgéptervező mérnök († 1977)
- 1895 – Jean Giono francia író († 1970)
- 1906 – Gelléri Andor Endre magyar író, újságíró († 1945)
- 1907 – Rudolf Krause német autóversenyző († 1987)
- 1910 – Peter Hirt svájci autóversenyző († 1992)
- 1910 – Tony Bonadies (Anthony Bonadies) amerikai autóversenyző († 1964)
- 1914 – Pecznik János magyar agrokémikus, egyetemi tanár († 1997)
- 1922 – Takács Margit magyar színésznő, érdemes művész, a Pécsi Nemzeti Színház örökös tagja  († 2017)
- 1926 – Ray McAnally ír származású brit színész („Misszió”) († 1989)
- 1927 – Ágai Karola Liszt Ferenc- és Kossuth-díjas magyar opera-énekesnő (drámai koloratúrszoprán), a Halhatatlanok Társulatának örökös tagja († 2010)
- 1927 – Johnny Baldwin amerikai autóversenyző († 2000)
- 1931 – Szokolay Sándor Kossuth-díjas magyar zeneszerző († 2013)
- 1934 – Ligeti Erika magyar szobrász és éremművész († 2004)
- 1937 – Warren Beatty Oscar-díjas amerikai színész, rendező, producer, forgatókönyvíró
- 1938 – Kóti Kati Aase-díjas magyar színésznő († 2011)
- 1940 – Astrud Gilberto brazil bossa nova és szamba énekesnő († 2023)
- 1945 – Eric Clapton brit rockzenész
- 1950 – Robbie Coltrane brit színész († 2022)
- 1951 – Romsics Ignác Széchenyi-díjas magyar történész
- 1952 – Füzesi Klári magyar színésznő
- 1953 – Máriáss Melinda magyar színésznő († 2015)
- 1956 – Paul Reiser amerikai színész
- 1960 – Christoph M. Ohrt német színész
- 1960 – Disztl Péter Magyar válogatott labdarúgó
- 1961 – Mike Thackwell (Michael Thackwell) új-zélandi autóversenyző
- 1962 – MC Hammer amerikai rapper
- 1964 – Tracy Chapman amerikai zeneszerző, énekesnő
- 1967 – Barabási Albert László magyar fizikus
- 1967 – Christopher Bowman világbajnoki érmes, többszörös amerikai bajnok műkorcsolyázó († 2008)
- 1967 – Hajasibara Megumi japán szinkronszínésznő, énekesnő, szövegíró, rádiós műsorvezető
- 1968 – Céline Dion többszörös Grammy-díjas kanadai énekesnő
- 1976 – Alekszadr Haritonov orosz jégkorongozó
- 1976 – Tariska Szabolcs magyar dalszövegíró-előadóművész
- 1979 – Gál Róbert magyar tornász
- 1980 – Jenei Judit magyar színésznő
- 1980 – Katrine Lunde Haraldsen norvég kézilabdázó
- 1982 – Jason Dohring amerikai színész
- 1983 – James Goddard angol úszó
- 1984 – Samantha Stosur ausztrál teniszező
- 1986 – Sergio Ramos spanyol labdarúgó
- 1990
  - Michal Březina cseh műkorcsolyázó
  - Nkuya Sonia magyar énekesnő, fotómodell
  - Simon András magyar labdarúgó
- 1995 – Tao Geoghegan Hart brit kerékpáros
- 1996 – D. Varga Ádám magyar színész

## Halálozások
- 1707 – Sébastien Le Prestre de Vauban francia építész, hadmérnök, marsall (* 1633)
- 1847 – Lülik István magyarországi szlovén író (* ?)
- 1863 – Auguste Bravais francia fizikus (* 1811)
- 1876 – Makray László magyar honvédtiszt, országgyűlési képviselő (* 1815)
- 1912 – Karl May német regényíró (* 1842)
- 1914 – John Henry Poynting angol fizikus, kidolgozta az elektromágneses térre vonatkozó, róla elnevezett elméletet (* 1852)
- 1925 – Rudolf Steiner horvát szárm. osztrák filozófus, az antropozófiai szellemtudomány atyja (* 1861)
- 1937 – báró Wlassics Gyula jogász, közjogi író, miniszter, az MTA tagja (* 1852)
- 1943 – Pollák Antal magyar feltaláló, gyorstávíró fejlesztése volt nevezetes (* 1865)
- 1949 – Friedrich Bergius Nobel-díjas német kémikus (* 1884)
- 1954 – Fritz London Lorentz-medállal kitüntetett német születésű amerikai fizikus (* 1900)
- 1966 – Arányi Jelly magyar hegedűművésznő (* 1893)
- 1969 – Lucien Bianchi (Luciano Bianchi) belga autóversenyző (* 1934)
- 1973 – Yves Giraud-Cabantous (Yves Marius Aristide Giraud-Cabantous) francia autóversenyző (* 1904)
- 1977 – Tasnádi Kubacska András geológus, paleontológus (* 1902)
- 1983 – Kadosa Pál magyar zeneszerző, zongoraművész, zenepedagógus (* 1903)
- 1985 – Kenneth Evans (Kenneth Douglas Evans) brit autóversenyző (* 1912)
- 1986 – James Cagney Oscar-díjas amerikai színész (* 1899)
- 2000 – Paál László Jászai Mari-díjas magyar színész, a Pécsi Nemzeti Színház örökös tagja (* 1924)
- 2000 – Rudolf Kirchschläger osztrák jogász, politikus, 1974–1986 között Ausztria államfője (* 1915)
- 2002 – Erzsébet brit anyakirályné (sz. Elizabeth Bowes-Lyon), VI. György angol király özvegye, II. Erzsébet édesanyja (* 1900)
- 2004 – Toma András az utolsóként hazatért magyar hadifogoly (* 1925)
- 2009 – Jackie Pretorius (Jacobus Johannes Pretorius) dél-afrikai autóversenyző (* 1934)
- 2016 – Krencsey Marianne magyar színművésznő (* 1931)
- 2023 – Ragályi Elemér Kossuth-díjas magyar operatőr (* 1939)
- 2024 – Tordy Géza Kossuth-díjas magyar színész, rendező, a nemzet színésze (* 1938)

## Nemzeti ünnepek, emléknapok, világnapok
- Az orvosok Napja (Magyarországon 2015-től)
- A bipoláris zavar világnapja